# Niocaliet
Het mineraal niocaliet is een calcium-niobium-silicaat met de chemische formule Ca14Nb2(Si2O7)4O6F2. Het behoort tot de sorosilicaten.

## Eigenschappen
Het lichtgele niocaliet heeft een glasglans en een witte streepkleur. Het kristalstelsel is monoklien. De gemiddelde dichtheid is 3,32 en de hardheid is 6. Niocaliet is niet radioactief.

## Naamgeving
Niocaliet is genoemd naar de chemische samenstelling, een mineraal bestaande uit vooral niobium en calcium.

## Voorkomen
Niocaliet komt voornamelijk voor in carbonatieten, vulkanische gesteenten die veel calcium bevatten. De typelocatie is in Oka, Quebec, Canada.